# Matt Moulson
Matt Moulson (né le 1er novembre 1983 à North York, Ontario, au Canada) est un joueur professionnel canadien de hockey sur glace.

## Carrière de joueur
Il fut repêché en 2003 par les Penguins de Pittsburgh alors qu'il évoluait pour le Big Red de l'Université Cornell dans la NCAA. Il passa trois autres saisons avec le Big Red avant de fait le saut chez les professionnels. Il débuta avec les Monarchs de Manchester dans la Ligue américaine de hockey, club-école des Kings de Los Angeles avec lesquels il avait signé un contrat à deux volets avant le début de la saison. Il joua sa première partie le 2 novembre 2007 et y compta son premier but contre Ievgueni Nabokov, gardien de but des Sharks de San José.
Le 6 juillet 2009, Matt Moulson signe un contrat en agent libre avec les Islanders de New York. Il donne rapidement satisfaction à son équipe, en inscrivant notamment son premier triplé dans la Ligue nationale de hockey, le 3 décembre 2009 face aux Thrashers d'Atlanta.
Le 27 janvier 2011, il signe une prolongation de contrat de 3 ans pour un montant de 9,45 millions de dollars.
Après la saison 2011-2012, Moulson est devenu le premier joueur des Islanders de New York depuis Žigmund Pálffy, à avoir inscrit au moins 30 buts, trois saisons consécutivement.
Le 27 octobre 2013, il est échangé aux Sabres de Buffalo avec un choix de première ronde en 2014, d'un choix de deuxième ronde en 2015 en retour de Thomas Vanek. Le 5 mars 2014, Moulson connaît la troisième franchise dans la même saison, en étant échangé au Wild du Minnesota avec Cody McCormick contre Torrey Mitchell, un choix de deuxième ronde pour le repêchage de 2014 et un choix de deuxième ronde en 2016.
Le 1er juillet 2014, il retourne avec les Sabres en signant un contrat de 5 ans pour 25 millions de dollars.

## Vie privée
Matt Moulson a épousé le 3 juillet 2010 Alicia Backman. La sœur de cette dernière, Jaclyn, est l'épouse du gardien des Kings de Los Angeles Jonathan Quick.

## Statistiques
| Saison     | Équipe                 | Ligue      |     | Saison régulière | Saison régulière | Saison régulière | Saison régulière | Saison régulière |   | Séries éliminatoires | Séries éliminatoires | Séries éliminatoires | Séries éliminatoires | Séries éliminatoires |
| Saison     | Équipe                 | Ligue      | PJ  | B                | A                | Pts              | Pun              | PJ               | B | A                    | Pts                  | Pun                  |                      |                      |
| 2001-2002  | Spirit de Springfield  | NAHL       | 1   | 2                | 0                | 2                | 2                | -                | - | -                    | -                    | -                    |                      |                      |
| 2002-2003  | Big Red de Cornell     | NCAA       | 33  | 13               | 10               | 23               | 22               | -                | - | -                    | -                    | -                    |                      |                      |
| 2003-2004  | Big Red de Cornell     | NCAA       | 32  | 18               | 17               | 35               | 37               | -                | - | -                    | -                    | -                    |                      |                      |
| 2004-2005  | Big Red de Cornell     | NCAA       | 34  | 22               | 20               | 42               | 33               | -                | - | -                    | -                    | -                    |                      |                      |
| 2005-2006  | Big Red de Cornell     | NCAA       | 35  | 18               | 20               | 38               | 14               | -                | - | -                    | -                    | -                    |                      |                      |
| 2006-2007  | Monarchs de Manchester | LAH        | 77  | 25               | 32               | 57               | 23               | 16               | 2 | 3                    | 5                    | 8                    |                      |                      |
| 2007-2008  | Monarchs de Manchester | LAH        | 57  | 28               | 28               | 56               | 29               | 4                | 2 | 0                    | 2                    | 4                    |                      |                      |
| 2007-2008  | Kings de Los Angeles   | LNH        | 22  | 5                | 4                | 9                | 4                | -                | - | -                    | -                    | -                    |                      |                      |
| 2008-2009  | Monarchs de Manchester | LAH        | 54  | 21               | 26               | 47               | 35               | -                | - | -                    | -                    | -                    |                      |                      |
| 2008-2009  | Kings de Los Angeles   | LNH        | 7   | 1                | 0                | 1                | 2                | -                | - | -                    | -                    | -                    |                      |                      |
| 2009-2010  | Islanders de New York  | LNH        | 82  | 30               | 18               | 48               | 16               | -                | - | -                    | -                    | -                    |                      |                      |
| 2010-2011  | Islanders de New York  | LNH        | 82  | 31               | 22               | 53               | 24               | -                | - | -                    | -                    | -                    |                      |                      |
| 2011-2012  | Islanders de New York  | LNH        | 82  | 36               | 33               | 69               | 6                | -                | - | -                    | -                    | -                    |                      |                      |
| 2012-2013  | Islanders de New York  | LNH        | 47  | 15               | 29               | 44               | 4                | 6                | 2 | 1                    | 3                    | 10                   |                      |                      |
| 2013-2014  | Islanders de New York  | LNH        | 11  | 6                | 3                | 9                | 6                | -                | - | -                    | -                    | -                    |                      |                      |
| 2013-2014  | Sabres de Buffalo      | LNH        | 44  | 11               | 18               | 29               | 20               | -                | - | -                    | -                    | -                    |                      |                      |
| 2013-2014  | Wild du Minnesota      | LNH        | 20  | 6                | 7                | 13               | 8                | 10               | 1 | 2                    | 3                    | 4                    |                      |                      |
| 2014-2015  | Sabres de Buffalo      | LNH        | 77  | 13               | 28               | 41               | 4                | -                | - | -                    | -                    | -                    |                      |                      |
| 2015-2016  | Sabres de Buffalo      | LNH        | 81  | 8                | 13               | 21               | 16               | -                | - | -                    | -                    | -                    |                      |                      |
| 2016-2017  | Sabres de Buffalo      | LNH        | 81  | 14               | 18               | 32               | 10               | -                | - | -                    | -                    | -                    |                      |                      |
| 2017-2018  | Sabres de Buffalo      | LNH        | 14  | 0                | 0                | 0                | 2                | -                | - | -                    | -                    | -                    |                      |                      |
| 2017-2018  | Reign d'Ontario        | LAH        | 49  | 18               | 28               | 46               | 16               | 4                | 1 | 1                    | 2                    | 2                    |                      |                      |
| 2018-2019  | Reign d'Ontario        | LAH        | 68  | 28               | 34               | 62               | 48               | -                | - | -                    | -                    | -                    |                      |                      |
| 2019-2020  | Bears de Hershey       | LAH        | 62  | 22               | 19               | 41               | 24               | -                | - | -                    | -                    | -                    |                      |                      |
| 2020-2021  | Bears de Hershey       | LAH        | 33  | 12               | 12               | 24               | 43               | -                | - | -                    | -                    | -                    |                      |                      |
| 2021-2022  | Bears de Hershey       | LAH        | 24  | 5                | 12               | 17               | 10               | -                | - | -                    | -                    | -                    |                      |                      |
| Totaux LNH | Totaux LNH             | Totaux LNH | 650 | 176              | 193              | 369              | 122              | 16               | 3 | 3                    | 6                    | 14                   |                      |                      |

## Honneurs et trophées
- 2005 : nommé dans la 1re équipe d'étoiles de la Eastern College Athletic Conference.
- 2005 : nommé dans la 2e équipe d'étoiles américaine de l'association de l'Est de la National Collegiate Athletic Association.
- 2006 : nommé dans la 2e équipe d'étoiles de la ECAC.

## Transactions en carrière
- 1er septembre 2006 : signe un contrat comme agent libre avec les Kings de Los Angeles.
- 6 juillet 2009 : signe un contrat comme agent libre avec les Islanders de New York.
- 27 octobre 2013 : échangé par les Islanders aux Sabres de Buffalo avec un choix de premier et de deuxième tour au repêchage de 2015 en retour de Thomas Vanek.
- 5 mars 2014 : échangé par les Sabres au Wild du Minnesota avec Cody McCormick en retour de Torrey Mitchell et des choix de deuxième tour aux repêchages de 2014 et 2016.
- 1er juillet 2014 : signe un contrat comme agent libre avec les Sabres de Buffalo.